# Statistiche della Coppa del Mondo di rugby
Nella presente pagina figurano le statistiche della Coppa del Mondo di rugby, competizione istituita nel 1987, aggiornate a tutta l’edizione della Coppa del Mondo 2015.

## Sedi e impianti
Dal 1987 al 2015 il torneo è stato sempre ospitato da nazioni con una grande tradizione rugbystica (i quattro paesi dell'Home Championship Galles, Inghilterra, Irlanda e Scozia più l'Australia, la Francia, la Nuova Zelanda e il Sudafrica). Nel 2019 la coppa ha varcato questi confini con l'edizione disputata in Giappone. A oggi l'impianto che ha ospitato più incontri della Coppa del Mondo è il Twickenham Stadium di Londra, con 20 gare, seguito dal Millennium Stadium di Cardiff con 19 gare. Hanno ospitato più di 10 incontri totali anche l'Eden Park di Auckland e il Murrayfield Stadium di Edimburgo. Il Twickenham Stadium e l'Eden Park sono anche gli unici due impianti ad aver ospitato due finali del torneo (rispettivamente nel 1991-2015 e nel 1987-2011). Hanno invece ospitato una finale della coppa l'Ellis Park di Johannesburg (1995), il Millennium Stadium di Cardiff (1999), lo Stadium Australia di Sydney (2003) e lo Stade de France di Saint-Denis (2007).
L'impianto con la maggior capienza della storia del torneo è stato lo Stadium Australia di Sydney nel 2003, con i suoi 83 500 spettatori, mentre l'impianto più piccolo è stato il Netherdale di Galashiels (1999) con una capienza di appena 6 000 spettatori.
| Stadio                             | Città               | Incontri | Capacità | 1987 | 1991 | 1995 | 1999 | 2003 | 2007 | 2011 | 2015 | 2019 |
| ---------------------------------- | ------------------- | -------- | -------- | ---- | ---- | ---- | ---- | ---- | ---- | ---- | ---- | ---- |
| Twickenham Stadium                 | Londra              | 20       | 82 000   |      | 4    |      | 6    |      |      |      | 10   |      |
| Millennium Stadium                 | Cardiff             | 19       | 74 500   |      |      |      | 7    |      | 4    |      | 8    |      |
| Eden Park                          | Auckland            | 16       | 60 000   | 5    |      |      |      |      |      | 11   |      |      |
| Murrayfield Stadium                | Edimburgo           | 13       | 67 500   |      | 5    |      | 6    |      | 2    |      |      |      |
| Lang Park                          | Brisbane            | 9        | 52 500   |      |      |      |      | 9    |      |      |      |      |
| Lansdowne Road                     | Dublino             | 9        | 49 250   |      | 4    |      | 5    |      |      |      |      |      |
| Stade de France                    | Saint-Denis         | 8        | 80 000   |      |      |      | 1    |      | 7    |      |      |      |
| Tokyo Stadium                      | Chōfu               | 8        | 49 970   |      |      |      |      |      |      |      |      | 8    |
| Wellington Regional Stadium        | Wellington          | 8        | 40 000   |      |      |      |      |      |      | 8    |      |      |
| Stadium Australia                  | Sydney              | 7        | 83 500   |      |      |      |      | 7    |      |      |      |      |
| International Stadium Yokohama     | Yokohama            | 7        | 72 327   |      |      |      |      |      |      |      |      | 7    |
| Docklands Stadium                  | Melbourne           | 7        | 56 347   |      |      |      |      | 7    |      |      |      |      |
| Stadio Vélodrome                   | Marsiglia           | 6        | 60 000   |      |      |      |      |      | 6    |      |      |      |
| Parc des Princes                   | Parigi              | 6        | 49 000   |      | 1    |      |      |      | 5    |      |      |      |
| Stadium                            | Tolosa              | 6        | 37 000   |      |      |      | 2    |      | 4    |      |      |      |
| Stadio Chaban-Delmas               | Bordeaux            | 6        | 34 500   |      |      |      | 2    |      | 4    |      |      |      |
| Concord Oval                       | Sydney              | 6        | 20 000   | 6    |      |      |      |      |      |      |      |      |
| Ellis Park Stadium                 | Johannesburg        | 5        | 60 000   |      |      | 5    |      |      |      |      |      |      |
| The Stadium                        | Londra              | 5        | 54 000   |      |      |      |      |      |      |      | 5    |      |
| Kings Park Stadium                 | Durban              | 5        | 50 000   |      |      | 5    |      |      |      |      |      |      |
| Loftus Versfeld                    | Pretoria            | 5        | 50 000   |      |      | 5    |      |      |      |      |      |      |
| Subiaco Oval                       | Perth               | 5        | 42 922   |      |      |      |      | 5    |      |      |      |      |
| Sydney Football Stadium            | Sydney              | 5        | 42 500   |      |      |      |      | 5    |      |      |      |      |
| Ōita Stadium                       | Ōita                | 5        | 40 000   |      |      |      |      |      |      |      |      | 5    |
| Ballymore Stadium                  | Brisbane            | 5        | 24 000   | 5    |      |      |      |      |      |      |      |      |
| Kingsholm                          | Gloucester          | 5        | 16 500   |      | 1    |      |      |      |      |      | 4    |      |
| National Stadium                   | Cardiff             | 4        | 53 000   |      | 4    |      |      |      |      |      |      |      |
| Shizuoka Stadium                   | Fukuroi             | 4        | 50 889   |      |      |      |      |      |      |      |      | 4    |
| Newlands                           | Città del Capo      | 4        | 50 000   |      |      | 4    |      |      |      |      |      |      |
| Toyota Stadium                     | Toyota              | 4        | 45 000   |      |      |      |      |      |      |      |      | 4    |
| Stade Félix Bollaert               | Lens                | 4        | 41 800   |      |      |      | 1    |      | 3    |      |      |      |
| Free State Stadium                 | Bloemfontein        | 4        | 40 000   |      |      | 3    |      |      |      |      |      |      |
| Athletic Park                      | Wellington          | 4        | 39 000   | 4    |      |      |      |      |      |      |      |      |
| Lancaster Park                     | Christchurch        | 4        | 36 500   | 4    |      |      |      |      |      |      |      |      |
| Stadio della Mosson                | Montpellier         | 4        | 33 900   |      |      |      |      |      | 4    |      |      |      |
| Forsyth Barr Stadium               | Dunedin             | 4        | 30 500   |      |      |      |      |      |      | 4    |      |      |
| Stadium MK                         | Milton Keynes       | 4        | 30 500   |      |      |      |      |      |      |      | 4    |      |
| Stadio del Parco Misaki            | Kōbe                | 4        | 30 312   |      |      |      |      |      |      |      |      | 4    |
| North Harbour Stadium              | Auckland            | 4        | 30 000   |      |      |      |      |      |      | 4    |      |      |
| Hanazono Rugby Stadium             | Higashiōsaka        | 4        | 30 000   |      |      |      |      |      |      |      |      | 4    |
| Rotorua International Stadium      | Rotorua             | 4        | 26 000   | 1    |      |      |      |      |      | 3    |      |      |
| Canberra Stadium                   | Canberra            | 4        | 25 011   |      |      |      |      | 4    |      |      |      |      |
| Rugby Park Stadium                 | Invercargill        | 4        | 20 000   | 1    |      |      |      |      |      | 3    |      |      |
| St James' Park                     | Newcastle upon Tyne | 3        | 52 387   |      |      |      |      |      |      |      | 3    |      |
| Stadio di Gerland                  | Lione               | 3        | 41 200   |      |      |      |      |      | 3    |      |      |      |
| Stadio Boet Erasmus                | Port Elizabeth      | 3        | 38 950   |      |      | 3    |      |      |      |      |      |      |
| Stadio della Beaujoire             | Nantes              | 3        | 38 500   |      |      |      |      |      | 3    |      |      |      |
| Stadio Geoffroy Guichard           | Saint-Étienne       | 3        | 36 500   |      |      |      |      |      | 3    |      |      |      |
| Carisbrook                         | Dunedin             | 3        | 35 000   | 3    |      |      |      |      |      |      |      |      |
| Waikato Stadium                    | Hamilton            | 3        | 30 000   |      |      |      |      |      |      | 3    |      |      |
| Olympia Park                       | Rustenburg          | 3        | 30 000   |      |      | 3    |      |      |      |      |      |      |
| Willows Sports Complex             | Townsville          | 3        | 26 500   |      |      |      |      | 3    |      |      |      |      |
| Stadium Taranaki                   | New Plymouth        | 3        | 26 000   |      |      |      |      |      |      | 3    |      |      |
| Kumagaya Rugby Ground              | Kumagaya            | 3        | 24 000   |      |      |      |      |      |      |      |      | 3    |
| Hakatanomori Football Stadium      | Fukuoka             | 3        | 22 563   |      |      |      |      |      |      |      |      | 3    |
| Stadio Basil Kenyon                | East London         | 3        | 22 000   |      |      | 3    |      |      |      |      |      |      |
| Central Coast Stadium              | Gosford             | 3        | 20 059   |      |      |      |      | 3    |      |      |      |      |
| Stade de la Méditerranée           | Béziers             | 3        | 18 000   |      | 1    |      | 2    |      |      |      |      |      |
| Trafalgar Park                     | Nelson              | 3        | 18 000   |      |      |      |      |      |      | 3    |      |      |
| McLean Park                        | Napier              | 3        | 15 000   | 1    |      |      |      |      |      | 2    |      |      |
| Arena Manawatu                     | Palmerston North    | 3        | 15 000   | 1    |      |      |      |      |      | 2    |      |      |
| Sandy Park                         | Exeter              | 3        | 12 500   |      |      |      |      |      |      |      | 3    |      |
| Wembley Stadium                    | Londra              | 2        | 90 000   |      |      |      |      |      |      |      | 2    |      |
| Villa Park                         | Birmingham          | 2        | 42 788   |      |      |      |      |      |      |      | 2    |      |
| Sapporo Dome                       | Sapporo             | 2        | 41 410   |      |      |      |      |      |      |      |      | 2    |
| Elland Road                        | Leeds               | 2        | 37 900   |      |      |      |      |      |      |      | 2    |      |
| Adelaide Oval                      | Adelaide            | 2        | 33 597   |      |      |      |      | 2    |      |      |      |      |
| Leicester City Stadium             | Leicester           | 2        | 32 262   |      |      |      |      |      |      |      | 2    |      |
| Umakana Yokana Stadium             | Kumamoto            | 2        | 32 000   |      |      |      |      |      |      |      |      | 2    |
| Falmer Stadium                     | Brighton            | 2        | 30 700   |      |      |      |      |      |      |      | 2    |      |
| York Park                          | Launceston          | 2        | 19 891   |      |      |      |      | 2    |      |      |      |      |
| Northland Events Centre            | Whangarei           | 2        | 18 000   |      |      |      |      |      |      | 2    |      |      |
| Welford Road                       | Leicester           | 2        | 16 200   |      | 1    |      | 1    |      |      |      |      |      |
| Kamaishi Recovery Memorial Stadium | Kamaishi            | 2        | 16 187   |      |      |      |      |      |      |      |      | 2    |
| Ravenhill Stadium                  | Belfast             | 2        | 12 500   |      | 1    |      | 1    |      |      |      |      |      |
| Stradey Park                       | Llanelli            | 2        | 10 800   |      | 1    |      | 1    |      |      |      |      |      |
| City of Manchester Stadium         | Manchester          | 1        | 56 000   |      |      |      |      |      |      |      | 1    |      |
| Hampden Park                       | Glasgow             | 1        | 50 000   |      |      |      | 1    |      |      |      |      |      |
| Rugby Park                         | Hamilton            | 1        | 30 000   | 1    |      |      |      |      |      |      |      |      |
| McAlpine Stadium                   | Huddersfield        | 1        | 22 500   |      |      |      | 1    |      |      |      |      |      |
| Ashton Gate                        | Bristol             | 1        | 20 500   |      |      |      | 1    |      |      |      |      |      |
| Stade Ernest-Wallon                | Tolosa              | 1        | 19 000   |      | 1    |      |      |      |      |      |      |      |
| Stade Lesdiguières                 | Grenoble            | 1        | 18 548   |      | 1    |      |      |      |      |      |      |      |
| Wollongong Showground              | Wollongong          | 1        | 18 484   |      |      |      |      | 1    |      |      |      |      |
| Stadium Lille Métropole            | Villeneuve d'Ascq   | 1        | 18 185   |      | 1    |      |      |      |      |      |      |      |
| Parc Municipal des Sports          | Brive               | 1        | 16 000   |      | 1    |      |      |      |      |      |      |      |
| Stadio Danie Craven                | Stellenbosch        | 1        | 16 000   |      |      | 1    |      |      |      |      |      |      |
| Racecourse Ground                  | Wrexham             | 1        | 15 500   |      |      |      | 1    |      |      |      |      |      |
| Stadio Armandie                    | Agen                | 1        | 14 000   |      | 1    |      |      |      |      |      |      |      |
| Pontypool Park                     | Pontypool           | 1        | 14 000   |      | 1    |      |      |      |      |      |      |      |
| Stade Jean Dauger                  | Bayonne             | 1        | 13 500   |      | 1    |      |      |      |      |      |      |      |
| Thomond Park                       | Limerick            | 1        | 13 500   |      |      |      | 1    |      |      |      |      |      |
| Cross Green                        | Otley               | 1        | 7 500    |      | 1    |      |      |      |      |      |      |      |
| Sardis Road                        | Pontypridd          | 1        | 7 200    |      | 1    |      |      |      |      |      |      |      |
| Netherdale                         | Galashiels          | 1        | 6 000    |      |      |      | 1    |      |      |      |      |      |

## Statistiche di squadra

### Prestazioni di squadra
Al 2023 solo tre Nazionali hanno sempre raggiunto almeno i quarti di finale: Francia, Nuova Zelanda e Sudafrica (quest'ultima a partire dalla Coppa del Mondo di rugby 1995, la prima edizione cui fu ammessa).
La federazione dell'Unione Sovietica, invitata alla prima edizione del 1987, declinò per motivi politici su pressione del proprio governo, che si lamentò del fatto che il Sudafrica (in cui all'epoca vigeva ancora l'apartheid), pur bandito dalla manifestazione, fosse ancora presente con diritto di voto nell'International Rugby Football Board, organizzatore del torneo.
A seguire non prese parte neppure alle qualificazioni dell'edizione 1991.
Dei Paesi sorti dopo lo scioglimento dell'Unione gli unici a essersi qualificati alla Coppa al 2023 sono la Georgia e la Russia.
Undici Paesi hanno preso parte a tutte le otto edizioni di torneo tenutesi fino al 2023: tutte quelle del Sei Nazioni più Argentina, Australia, Giappone e Nuova Zelanda.
Dal punto di vista statistico, le edizioni del 2003 e del 2015 presentarono la stessa composizione di squadre ai nastri di partenza, evento che costituisce una singolarità: oltre alle dodici citate, furono presenti a entrambe le edizioni le nazionali di Figi, Georgia, Namibia, Samoa, Stati Uniti, Sudafrica, Tonga e Uruguay.
| Squadra          | Presenze | 1987 | 1991 | 1995 | 1999 | 2003 | 2007 | 2011 | 2015 | 2019 | 2023 | 2027 |
| ---------------- | -------- | ---- | ---- | ---- | ---- | ---- | ---- | ---- | ---- | ---- | ---- | ---- |
| Argentina        | 10       | 1T   | 1T   | 1T   | QF   | 1T   | 3ª   | QF   | 4ª   | 1T   | 4ª   | Q    |
| Australia        | 10       | 4ª   | 1ª   | QF   | 1ª   | 2ª   | QF   | 3ª   | 2ª   | QF   | 1T   | Q    |
| Canada           | 9        | 1T   | QF   | 1T   | 1T   | 1T   | 1T   | 1T   | 1T   | 1T   | —    | -    |
| Costa d'Avorio   | 1        | —    | —    | 1T   | —    | —    | —    | —    | —    | —    | —    | -    |
| Cile             | 1        | —    | —    | –    | —    | —    | —    | —    | —    | —    | 1T   | -    |
| Figi             | 9        | QF   | 1T   | —    | 2T   | 1T   | QF   | 1T   | 1T   | 1T   | QF   | Q    |
| Francia          | 10       | 2ª   | QF   | 3ª   | 2ª   | 4ª   | 4ª   | 2ª   | QF   | QF   | QF   | Q    |
| Galles           | 10       | 3ª   | 1T   | 1T   | QF   | QF   | 1T   | 4ª   | QF   | 4ª   | QF   | Q    |
| Georgia          | 6        | —    | —    | —    | —    | 1T   | 1T   | 1T   | 1T   | 1T   | 1T   | -    |
| Giappone         | 10       | 1T   | 1T   | 1T   | 1T   | 1T   | 1T   | 1T   | 1T   | QF   | 1T   | Q    |
| Inghilterra      | 10       | QF   | 2ª   | 4ª   | QF   | 1ª   | 2ª   | QF   | 1T   | 2ª   | 3ª   | Q    |
| Irlanda          | 10       | QF   | QF   | QF   | 2T   | QF   | 1T   | QF   | QF   | QF   | QF   | Q    |
| Italia           | 10       | 1T   | 1T   | 1T   | 1T   | 1T   | 1T   | 1T   | 1T   | 1T   | 1T   | Q    |
| Namibia          | 7        | —    | —    | —    | 1T   | 1T   | 1T   | 1T   | 1T   | 1T   | 1T   | -    |
| Nuova Zelanda    | 10       | 1ª   | 3ª   | 2ª   | 4ª   | 3ª   | QF   | 1ª   | 1ª   | 3ª   | 2ª   | Q    |
| Portogallo       | 2        | —    | —    | —    | —    | —    | 1T   | —    | —    | —    | 1T   | -    |
| Romania          | 9        | 1T   | 1T   | 1T   | 1T   | 1T   | 1T   | 1T   | 1T   | —    | 1T   | -    |
| Russia           | 2        | —    | —    | —    | —    | —    | —    | 1T   | —    | 1T   | —    | -    |
| Samoa            | 9        | –    | QF   | 2T   | 1T   | 1T   | 1T   | 1T   | 1T   | 1T   | 1T   | -    |
| Scozia           | 10       | QF   | 4ª   | QF   | QF   | QF   | QF   | 1T   | QF   | 1T   | 1T   | Q    |
| Spagna           | 1        | —    | —    | —    | 1T   | —    | —    | —    | —    | —    | —    | —    |
| Stati Uniti      | 8        | 1T   | 1T   | —    | 1T   | 1T   | 1T   | 1T   | 1T   | 1T   | —    | —    |
| Sudafrica        | 8        | —    | —    | 1ª   | 3ª   | QF   | 1ª   | QF   | 3ª   | 1ª   | 1ª   | Q    |
| Tonga            | 9        | 1T   | —    | 1T   | 1T   | 1T   | 1T   | 1T   | 1T   | 1T   | 1T   | —    |
| Unione Sovietica | —        | R    | —    | —    | —    | —    | —    | —    | —    | —    | —    | —    |
| Uruguay          | 5        | —    | —    | —    | 1T   | 1T   | —    | —    | 1T   | 1T   | 1T   | —    |
| Zimbabwe         | 2        | 1T   | 1T   | —    | —    | —    | —    | —    | —    | —    | —    | —    |

## Statistiche individuali

### Punteggi per edizione
| Edizione | Miglior realizzatore di punti | Miglior realizzatore di mete           |
| -------- | ----------------------------- | -------------------------------------- |
| 1987     | Grant Fox (123)               | Craig Green John Kirwan (6)            |
| 1991     | Ralph Keyes (68)              | David Campese Jean-Baptiste Lafond (6) |
| 1995     | Thierry Lacroix (112)         | Jonah Lomu Marc Ellis (7)              |
| 1999     | Gonzalo Quesada (102)         | Jonah Lomu (8)                         |
| 2003     | Jonny Wilkinson (113)         | Doug Howlett Mils Muliaina (7)         |
| 2007     | Percy Montgomery (105)        | Bryan Habana (8)                       |
| 2011     | Morné Steyn (62)              | Chris Ashton Vincent Clerc (6)         |
| 2015     | Nicolás Sánchez (97)          | Julian Savea (8)                       |
| 2019     | Handré Pollard (69)           | Josh Adams (7)                         |

### Migliori realizzatori di punti complessivi

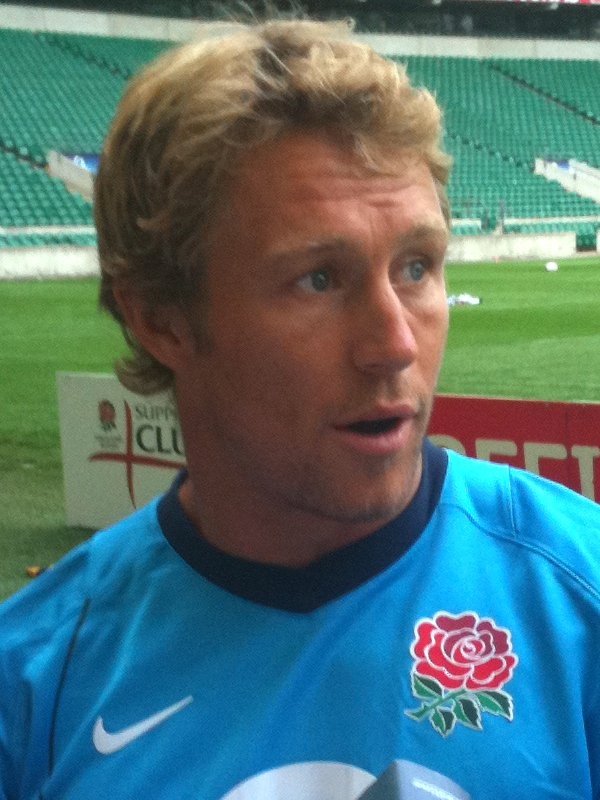
L'inglese Jonny Wilkinson (qui nel 2009), miglior realizzatore della storia della Coppa del Mondo

| Giocatore         | Periodo   | Punti |
| ----------------- | --------- | ----- |
| Jonny Wilkinson   | 1999-2011 | 277   |
| Gavin Hastings    | 1987-1995 | 227   |
| Michael Lynagh    | 1987-1995 | 195   |
| Dan Carter        | 2003-2015 | 191   |
| Grant Fox         | 1987-1991 | 170   |
| Andrew Mehrtens   | 1995-1999 | 163   |
| Chris Paterson    | 1999-2011 | 140   |
| Frédéric Michalak | 2003-2015 | 136   |
| Gonzalo Quesada   | 1999-2003 | 135   |
| Matthew P. Burke  | 1995-2003 | 125   |
| Felipe Contepomi  | 1999-2011 | 125   |
| Nicky Little      | 1999-2011 | 125   |

### Migliori realizzatori di mete complessive
| Giocatore          | Periodo   | Mete |
| ------------------ | --------- | ---- |
| Bryan Habana       | 2007-2015 | 15   |
| Jonah Lomu         | 1995-1999 | 15   |
| Drew Mitchell      | 2007-2015 | 14   |
| Doug Howlett       | 2003-2007 | 13   |
| Adam Ashley-Cooper | 2007-2015 | 11   |
| Vincent Clerc      | 2007-2011 | 11   |
| Chris Latham       | 1999-2007 | 11   |
| Joe Rokocoko       | 2003-2007 | 11   |
| Rory Underwood     | 1987-1995 | 11   |
| David Campese      | 1987-1995 | 10   |
| Brian Lima         | 1991-2007 | 10   |

### Plurivincitori
Dalla prima edizione nel 1987 solo 20 giocatori hanno vinto più di una volta la Coppa del Mondo di rugby con le rispettive rappresentative nazionali.
Prima del 2015, complice il fatto che la Coppa non aveva mai visto un vincitore capace di mantenere il titolo nell'edizione successiva (l'Australia vinse il secondo titolo a distanza di 8 anni dal primo e il Sudafrica di 12), l'esclusivo club era composto da sei giocatori, cinque australiani e il sudafricano Os du Randt, campione una prima volta a 22 anni e una seconda a 35 da poco compiuti.
Con la vittoria nel 2015 della squadra campione uscente della Nuova Zelanda, quattordici dei trenta uomini che componevano la rosa vittoriosa del 2011 hanno raggiunto i loro sei colleghi plurivincitori.
Tra di essi i neozelandesi Sonny Bill Williams, Jerome Kaino e Sam Whitelock presero parte alla striscia record di 14 partite vinte consecutivamente in Coppa del Mondo con la loro nazionale e Richie McCaw fu il primo giocatore a vincere due volte da capitano.

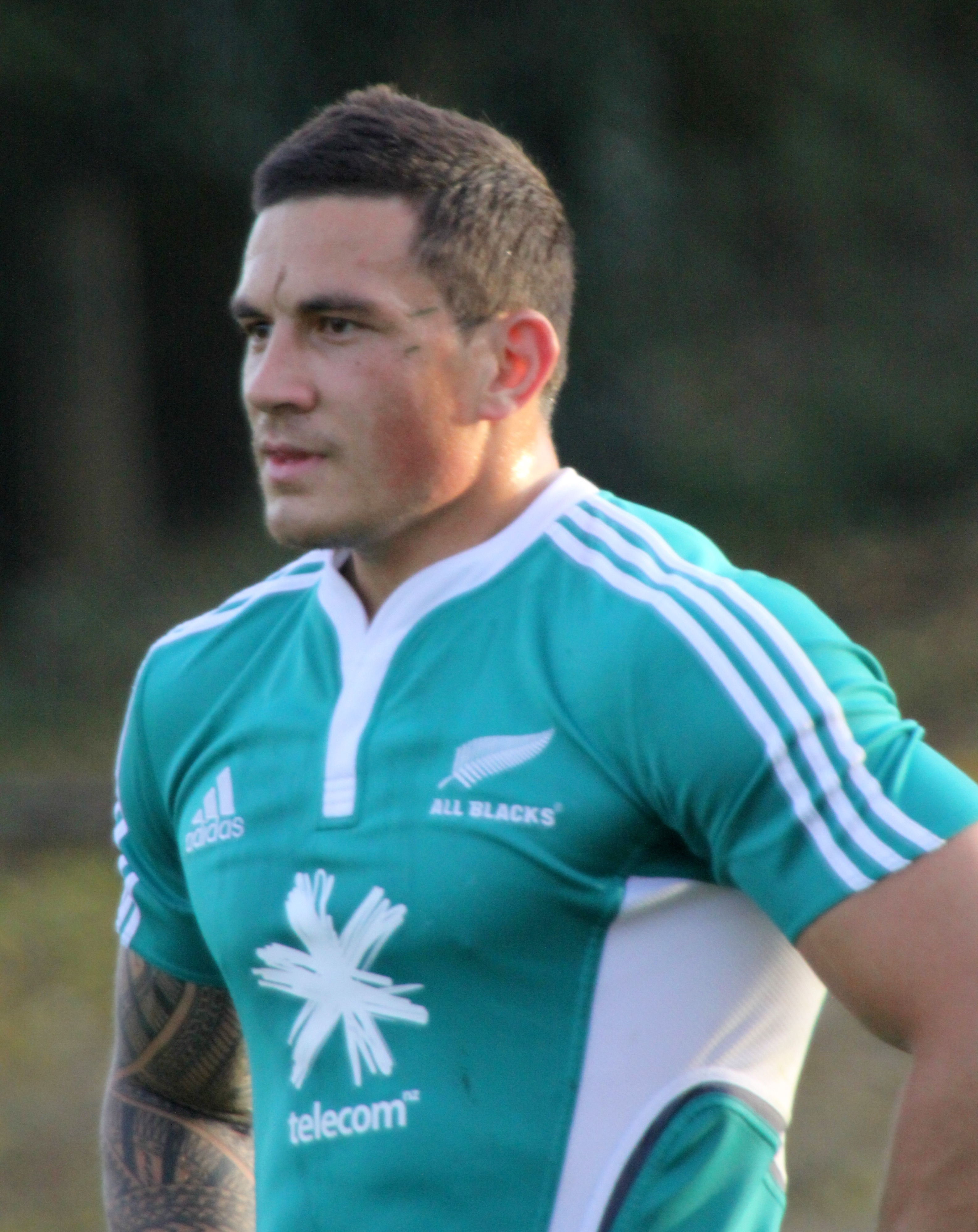
Sonny Bill Williams, per lui 2 titoli mondiali e 14 vittorie consecutive in Coppa

| Vittorie | Giocatore           | Edizioni   |
| -------- | ------------------- | ---------- |
| 2        | Dan Crowley         | 1991, 1999 |
| 2        | John Eales          | 1991, 1999 |
| 2        | Tim Horan           | 1991, 1999 |
| 2        | Phil Kearns         | 1991, 1999 |
| 2        | Jason Little        | 1991, 1999 |
| 2        | Os du Randt         | 1995, 2007 |
| 2        | Dan Carter          | 2011, 2015 |
| 2        | Ben Franks          | 2011, 2015 |
| 2        | Owen Franks         | 2011, 2015 |
| 2        | Jerome Kaino        | 2011, 2015 |
| 2        | Richie McCaw        | 2011, 2015 |
| 2        | Keven Mealamu       | 2011, 2015 |
| 2        | Ma'a Nonu           | 2011, 2015 |
| 2        | Kieran Read         | 2011, 2015 |
| 2        | Colin Slade         | 2011, 2015 |
| 2        | Conrad Smith        | 2011, 2015 |
| 2        | Victor Vito         | 2011, 2015 |
| 2        | Sam Whitelock       | 2011, 2015 |
| 2        | Sonny Bill Williams | 2011, 2015 |
| 2        | Tony Woodcock       | 2011, 2015 |
| 2        | François Steyn      | 2007, 2019 |